# Arben Imami
Arben Fahri Imami (ur. 21 stycznia 1958 w Tiranie) – albański aktor i polityk, minister obrony w rządzie Salego Berishy.

## Życiorys
Jeszcze w okresie szkolnym zadebiutował na dużym ekranie, występując w filmie Ilegalët. W roku 1981 ukończył studia na wydziale aktorskim Instytutu Sztuk w Tiranie. W latach 1980–1987 pracował w stołecznym Teatrze Ludowym i na uczelni artystycznej jako wykładowca sztuki aktorskiej. Po przemianach demokratycznych zrezygnował z kariery aktorskiej. Uzupełnił swoje wykształcenie, studiując dyplomację na amerykańskim Georgetown University.
W 1991 współpracował ze studentami, protestującymi na Uniwersytecie Tirańskim. Należał do grona założycieli Demokratycznej Partii Albanii. W tym samym roku wspólnie z Periklim Tetą, Preçem Zogajem i Gramozem Pashko przygotował dokument krytykujący system kierowania partią przez Salego Berishę. Usunięty z partii w 1992 przeszedł do Partii Sojuszu Demokratycznego. Pięciokrotnie wybierany deputowanym do parlamentu albańskiego, gdzie działał w komisji konstytucyjnej, był także współautorem konstytucji Albanii z 1998. W 1997 po raz pierwszy objął stanowisko ministerialne, jako minister bez teki. W 2000 stanął na czele resortu sprawiedliwości, którym kierował przez rok. W roku 2005 zakończył długotrwały konflikt z Salim Berishą, przyjmując jego zaproszenie powrotu do Demokratycznej Partii Albanii. W tym samym roku został wybrany do władz centralnych DPA, jako jeden z jej założycieli. W latach 2005–2009 kierował kancelarią Prezesa Rady Ministrów, a we wrześniu 2009 objął stanowisko ministra obrony. Po wyborach 2017, które zakończyły się porażką Demokratycznej Partii Albanii, Imami oskarżył publicznie przewodniczącego partii Lulzima Bashę o to, że jego błędna polityka doprowadziła do klęski ugrupowania. Po wyborach 2021 należał do grupy działaczy, domagających się dymisji Bashy.
W życiu prywatnym jest żonaty, ma dwoje dzieci.

## Role filmowe
- 1976: Ilegalët jako Leka
- 1977: Njeriu me top jako Abaz Fizi
- 1977: Monumenti
- 1978: Vajzat me kordele të kuqe jako Sandri
- 1979: Balle per balle jako Arben Struga
- 1980: Në çdo stinë jako Bardhyl
- 1986: Të shoh në sy jako Gjergj